# Райс, Дэмьен
Дэмиен Райс (англ. Damien Rice; род. 7 декабря 1973, Келбридж) — ирландский автор-исполнитель песен. Выступает в жанре фолк.

## Биография

### Ранняя карьера
Райс был участником рок-группы Juniper. Выпустив в Ирландии синглы «The World Is Dead» и «Weatherman», группа собиралась записать свой первый альбом. Но, рассорившись с лейблом, Райс покинул группу и занялся сольной карьерой. Позже Juniper сменила название на Bell X1.
После ухода из коллектива, Райс отправился в Италию и странствовал по Европе, пока не собрал достаточное количество денег, чтобы возобновить концертную деятельность в Ирландии. Постоянными членами его новой группы стали виолончелистка Вивьен Лонг, перкуссионист Том Осандер и басист Шэйн Фитцсимонс. Второй вокалисткой стала Лиза Ханниган. Ханниган, Фитцсимонс и Осандер покинули группу в 2007-м.

### Широкий успех
Благодаря своему родственнику, продюсеру Дэвиду Арнольду, Райс смог записать дебютный альбом «O», выпущенный в 2003-м. «O» посвящён ирландскому музыканту Мику Кристоферу. Альбом имел большой успех и завоевал Shortlist Music Prize.
Тремя годами позже, вслед за коммерческим успехом «O» в Ирландии и по всему миру, Райс выпустил второй студийный альбом, 9. Альбом был записан в 2004-2005-м годах, выпущен 3-го ноября 2006 года в Ирландии, 6 ноября в Европе и 14 ноября в Северной Америке.
Райс также записал одну из старых песен Juniper, «Cross-eyed Bear» для одного из благотворительных альбомов War Child.

### В популярной культуре
Песни Райса звучат в саундтреках ко многим фильмам и телесериалам.
- «The Blower’s Daughter» — в фильме «Близость» и телесериале «Кости».
- «Cold Water» — в фильмах «Девушка из кафе», «Я — Дэвид», «Останься», «Маленькие секреты» и в телесериале «Скорая помощь».
- «Cannonball» — в фильме «В хорошей компании» и телесериалах «O.C.», Spring Waltz и «Кости».
- «Delicate» — в телесериалах «Остаться в живых», «Шпионка», «Доктор Хаус», «Неприкаянные», «Отбросы», «Бумажный дом» и фильме «Дорогой Фрэнки».
- «Older Chests» — в телесериале «Иерихон», в фильме «Сумма всех моих частей».
- «9 Crimes» — в телесериалах «Анатомия страсти», «Настоящая кровь», «Иерихон» и мультфильме «Шрек Третий».
- «Grey Room» — в телесериалах «Холм одного дерева», «Мыслить как преступник» и «Доктор Хаус».
- «Amie» — в телесериале «CSI: New York».
- «Hypnosis» и «On Children» — в полнометражном мультфильме «Пророк».

### Благотворительная деятельность
Райс участвовал в Освободительной Кампании и Бирманской Кампании США, имеющих целью освобождение бирманского демократического лидера Аун Сан Су Чжи, которая в тот момент находилась под домашним арестом. В благотворительных целях Райс и Хэнниган записали песню под названием «Unplayed Piano», которую исполнили на концерте, посвящённом Нобелевской премии мира, в Осло в 2006-м году. Помимо этого, на официальном сайте певца содержатся ссылки на неправительственные благотворительные организации.
В 2008-м году Райс принял участие в записи альбома под названием Songs for Tibet, который призван поддержать Тибет, Далай-ламу Тэнцзина Гьямцхо и привлечь внимание к Тибетскому конфликту. Альбом распространяется посредством iTunes с 5-го августа и с 19 августа находится в свободной продаже по всему миру.

## Дискография

### Альбомы
- «O» (2002)

Ирландия # 3
Великобритания # 8 — трижды «платиновый» (900,000)
США # 114 — «золотой» (500,000)
IFPI — «платиновый» (1,000,000)
По всему миру — 2 миллиона 
- 9 (2006)

Ирландия # 1
Великобритания # 4 — «золотой» (100,000)
США # 22 — без сертификата (200,000)
По всему миру: 882,575
- My Favorite Faded Fantasy (2014)

### Live
- Live at Fingerprints Warts & All (2007)
- Live from the Union Chapel (2007)

Великобритания # 179

### EP
- B-Sides (2004)

Великобритания # 143

### Синглы
| Год  | Название                               | Альбом                     | Великобритания |
| ---- | -------------------------------------- | -------------------------- | -------------- |
| 2001 | «The Blower’s Daughter»                | O                          | -              |
| 2002 | «Cannonball»                           | O                          | 32             |
| 2002 | «Volcano»                              | O                          | -              |
| 2003 | «Woman Like a Man»                     | -                          | 43             |
| 2004 | «Moody Mooday/Lonelily» (только винил) | -                          | 143            |
| 2004 | «Lonely Soldier»                       | -                          | 142            |
| 2004 | «Cannonball (ремикс)»                  | O                          | 19             |
| 2004 | «The Blower’s Daughter (переиздание)»  | O                          | 27             |
| 2005 | «Volcano (переиздание)»                | O                          | 29             |
| 2005 | «Unplayed Piano»                       | -                          | 24             |
| 2006 | «9 Crimes»                             | 9                          | 29             |
| 2007 | «Rootless Tree»                        | 9                          | 50             |
| 2007 | «Dogs»                                 | 9                          | 84             |
| 2014 | «I Don’t Want to Change You»           | My Favourite Faded Fantasy | -              |